# Godziętowy (przystanek kolejowy)
Godziętowy – przystanek osobowy w Godziętowach na linii kolejowej nr 383, w województwie wielkopolskim, w powiecie ostrzeszowskim, w Polsce.